# ديفريت (فلم)
ديفريت (بالإنجليزية: Difret) هُو فيلم دراما إثيوبي صدر سنة 2014 وأخرجه زيريسناي برهان مهاري. عُرض الفيلم لأول مرة في إطار المُنافسة الرسمية في دورة سنة 2014 من مهرجان صندانس السينمائي، وفاز خلالها بجائزة الجمهور السينمائي الدرامي العالمي. شغلت المُمثلة الأمريكية أنجلينا جولي دور مُنتجة تنفيذية للفيلم.
عُرض الفيلم لاحقا في الدورة 64 من مهرجان برلين السينمائي الدولي في إطار قسم بانوراما، وقد فاز خلالها بجائزة الجمهور. اختير الفيلم ليكون الترشيح الرسمي لدولة إثيوبيا بخصوص جائزة الأوسكار لأفضل فيلم روائي طويل في حفل توزيع جوائز الأوسكار السابع والثمانين، لكنه لم يُرشح للقائمة النهائية للجائزة.
عُنوان ديفريت (بالأمهرية: ድፍረት) يُشير حرفيا إلى «الشجاعة» أو «الجرأة»، ولكنه أيضًا يمكن أن يكون تعبيرًا لطيفا عن «فعل الاغتصاب».

## ملخص أحداث الفيلم
يروي الفيلم قصة قضية قانونية انتهت بحظر اختطاف الأطفال العرائس في إثيوبيا. هذه القضية كانت تتمحور حول فتاة تبلغ من العمر 14 عامًا، تُدعى هيرت أسيفا، اختطفت في طريقها إلى المنزل من المدرسة ثم أخذت بندقية وحاولت الهرب، ولكن انتهى بها الأمر بإطلاق النار على الشخص الذي كان ينوي الزواج بها... تُعتبر عادة الاختطاف بغرض الزواج شائعة وهي واحدة من أقدم التقاليد في إثيوبيا. تُقرر ميازا أشينافي، وهي مُؤسِّسة جمعية المُحاميات الإثيوبيات، تمثيل هيروت قضائيا، والدفاع عنها أمام المحكمة.

## طاقم التمثيل
- ميرون غيتنيت في دور ميازا أشينافي.
- تيزيتا هاغير في دور هيرت أسفا.

## الاستقبال النقدي
حصل الفيلم على آراء مُتباينة من النقاد مُنذ عرضه لأول مرة في دورة سنة 2014 من مهرجان صندانس السينمائي. صرح دينيس هارفي عن مجلة فارايتي خلال مُراجعته للفيلم، «بأن هذا الأخير يُقدم رسالة مهمة، وإن كان ذلك بعبارات سردية ثقيلة إلى حد ما. كان من شأن المزيد من العرض والقليل من الإلقاء أن يجعل هذه الدراما المُستوحاة من الحقائق مُقنعة من الناحية الفنية بقدر ما هي مُفيدة. كما أن المهرجانات التي تنجذب إلى قضايا العدالة الاجتماعية ستصطف في طوابير لعرض هذه الميزة الإثيوبية النادرة نسبيًا والجاهزة للتصدير لبقية العالم» وصف بويد فان هويج عن صحيفة هوليوود ريبورتر خلال مُراجعته الفيلم بأنه «دراما هادئة وقوية، تستند إلى قصة حقيقية، وتعتمد على حكايات مألوفة». حصل الفيلم على تقييم 58٪ على موقع ميتاكريتيك.

## انظر أيضًا

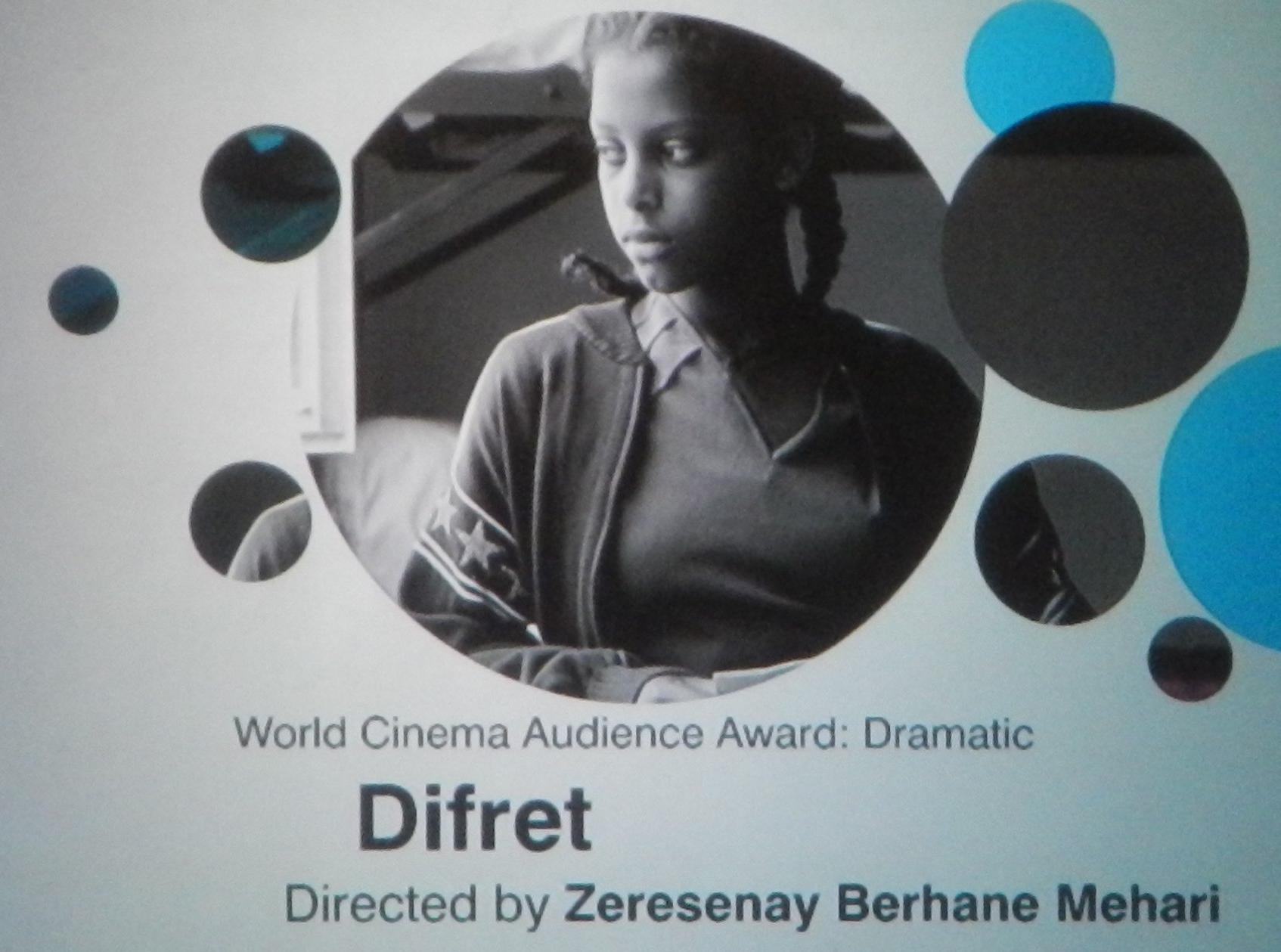
فيلم "ديفرت" يفوز بجائزة الجُمهور خلال دورة سنة 2014 من مهرجان صاندانس السينمائي.

## الجوائز والترشيحات
| السنة | حفل الجوائز                                  | الفئة                                                 | المُستلم              | النتيجة |
| ----- | -------------------------------------------- | ----------------------------------------------------- | -------------------- | ------- |
| 2014  | مهرجان صاندانس السينمائي                     | جائزة لجنة التحكيم الكبرى للسينما العالمية: فئة دراما | زيريسناي برهان مهاري | رُشِّح     |
| 2014  | مهرجان صاندانس السينمائي                     | جائزة الجمهور: السينما الدرامية العالمية              | زيريسناي برهان مهاري | فوز     |
| 2014  | مهرجان برلين السينمائي الدولي الرابع والستين | جائزة بانوراما للجمهور                                | زيريسناي برهان مهاري | فوز     |

## روابط خارجية
مقالات تستعمل روابط فنية بلا صلة مع ويكي بيانات